# Ярославка (Ржаксинский район)
Ярославка — село в Ржаксинском районе Тамбовской области России.  Входит в Чакинский сельсовет.

## География
Расположено примерно в 27 км к северу от Ржаксы и в 50 км к юго-востоку от Тамбова. Через село проходит автодорога Рассказово — Уварово.

## Население
| 2002 | 2010 |
| ---- | ---- |
| 701  | ↘515 |

## История
Впервые о деревне Ярославка Хитровской волости Тамбовского уезда было сказано в ревизской переписи 1834 года и принадлежала деревня секунд-майору М. П. Загряжскому, его детям — штабс-ротмистру Ивану Михайловичу и лейб-гвардии Семёновского полка поручику Петру Михайловичу Загряжским. В совокупности за ними было записано 37 человек мужского пола и 50 женского пола; домов — 10. В переписной книге есть помета о том, что все крестьяне куплены в Козловском уезде (ныне Мичуринский район) от капитана Н. С. Вайнюкова в 1818 г.
По категории делений имений того времени, имение являлось мелкопоместным (менее 100 душ).
В 1870 г. в Ярославке было 22 крестьянских подворья. Проживало 194 жителя, 92 мужчины и 102 женщины. В 1884 году в Ярославке было уже 43 домохозяйства — 219 жителей, из которых 105 мужчин, из них 58 работников в возрасте от 18 до 60 лет и 114 женщин, из них 60 работниц. Земельный надел крестьян Ярославки составлял 68.2 десятины земли, он был самым маленьким в Хитровской волости.
В конце XIX века в Ярославке был один трактир, одна продовольственная лавка; из промышленных заведений (крестьянских) — кузница, просорушка, мельница.
В 1884 г. в Ярославке на обучении было двое грамотных мужчины, а грамотных женщин не было. Неподалёку от Ярославки раскинулись земли помещиков И. М. Загряжского — 817 десятин, А. И. Загряжского — 652 десятины, А. П. Мартынова — 2284 десятины, П. В. Берга — 1377 десятины, купца Г. А. Афанасьева — 918 десятин.
По данным историко-статистического описания Тамбовской епархии от 1911 года в Ярославке в 1908 году на средства прихожан была построена холодная деревянная церковь. Приход начал работу 24 августа 1910 года. К тому моменту в Ярославке было 40 дворов, где проживали 140 мужчин. Также в приход входили близлежащие деревни — Осиновка (Тамбовский уезд), Тюлянские Дворики, Солдатские Хутора, Первая Александровка, Фёдоровка (все — Кирсановский уезд).
В 1911 году в Ярославке было 196 дворов и проживало 1313 жителей (648 мужчин и 665 женщин).

### Тамбовское восстание
Первая мировая война и последующие за ней Февральская революция с временным правительством, Октябрьская революция с советским правительством внесли свои коррективы в жизнь ярославских крестьян: ухудшение жизни и несбывшиеся надежды в получении земли привели к тому, что они начали захватывать сами помещичью землю и имущество.
Учреждённые в 1917 году продовольственные и земельные комитеты не смогли повлиять на общеполитические процессы в Ярославке, а иной раз и потворствовали крестьянам. Земля теперь делилась по едокам в семье. Жёсткие меры, установленные советской властью в виде продразвёрстки по выкачке натуральных продуктов питания: хлеба, мяса, масла, картофеля, яиц и других продуктов, проводимую с нарушением законов и принципов морали, творимые бесчинства, безобразия и насилия, привели к тому, что часть крестьянства восстала против советской власти и особенно против коммунистов и комсомольцев работающих в советских учреждениях и подалась в партизанские полки А. С. Антонова, которые вели вооружённое сопротивление, или сочувствовали им, а не советской власти.
Хитровский волисполком и Ярославский сельсовет были разогнаны, их место заняли новые органы управления — союзы трудового крестьянства настроенные антисоветски. Приходили красные — восстанавливали советы. Такие Советы трудового крестьянства (СТК) действовали в с. Хитрово волостной и сельский, в с Ярославка — сельский СТК, в деревне Гришины хутора — сельский, в д. Солдатские дворики — сельский СТК. Руководили уборкой и заготовкой хлебов, организацией помощи партизанам продуктами питания, заменой лошадей. Оказывали помощь в укрывательстве партизан и медицинской им помощи. Вели разведку, сообщали по связи о войсках, доставляли корм для лошадей, сбрую; ремонтировали телеги, сани; транспортировали партизанские грузы и самих партизан; вели учёт населения в том числе и красноармейцев, пришедших в отпуск и т. д. По некоторым данным командиром 16 Золотовского партизанского полка был житель с. Ярославка Максим Архипович Назаров. Через село Ярославка проходила очень важная и единственная короткая дорога в Тамбов и другие важные населённые пункты — Хитрово, Верхнеспасское, Рассказово, Кирсанов, а в обратном направлении сёла Ржакса, Уварово, Мучкап, поэтому через село очень часто продвигались красноармейские части под командованием Котовского, Уборевича, Альтова, Бриммера, Переведенцева. Бывало, что они оставались здесь и надолго.
Советская власть жестоко расправилась с «антоновщиной», членами семей партизан, членами СТК, и им сочувствующих. Со всей суровостью проводились и судебные разбирательства. Многие были осуждены, выселены, расстреляны, невиновные были освобождены. Продразвёрстка была заменена твёрдым продналогом. В 1923 г. население Ярославки уменьшилось до 817 человек.

### После восстания
В 1924 г. в селе был организован совхоз им. Варейкиса, границы его землепользования доходили до границы железной дороги Тамбов-Обловка ЮВЖД.
По данным Всесоюзной переписи 1926 года село насчитывало 84 домохозяйства с населением 417 жителей (196 м.п. и 221 ж.п.)
В 1941 году село насчитывало 83 домохозяйства.
Во время Великой Отечественной войны около 300 человек были призваны на фронт, а из них 120 воинов не вернулись с полей сражений. К 50-летию Победы в селе был торжественно открыт военный мемориал в честь воинов, не вернувшихся с войны, символизирующий Советского солдата отстоявшего честь и независимость своей Родины.
С апреля 1934 г. по 1940 г. совхоз «Ярославка» находился в подчинении управления свиноводческого треста НКСХ СССР, с 1941 г. по 1944 г. — Тамбовского треста совхозов, с 1945 г. по 1960 г. — Тамбовского управления министерства совхозов РСФСР.